# 1734
1734. је била проста година.

## Рођења

### Фебруар
- 27. фебруар — Томас Конвеј, амерички генерал